# Plan Austral
El Plan Austral fue un programa argentino de estabilización monetaria que se ejecutó durante el gobierno de Raúl Alfonsín por su segundo ministro de economía, Juan Vital Sourrouille, por el cual se cambió la denominación monetaria (de peso argentino al austral).
El programa, iniciado en junio de 1985, fue del tipo "política de shock" y logró contener la inflación rápidamente sin frenar el crecimiento económico. El programa terminó en los hechos cuando hacia 1988 un rebrote inflacionario forzó a crear un nuevo programa, conocido como Plan Primavera, que no lograría evitar la Hiperinflación argentina de 1989 y 1990, que terminaría en la renuncia de Alfonsín y en una transición adelantada al presidente electo Carlos Menem.

## Contexto
Alfonsín asumió la presidencia de Argentina el 10 de diciembre de 1983, tras más de siete años de dictadura militar, a poco más de un año de la guerra de Malvinas y en medio de una crisis de deuda que afectaba a todas las economías latinoamericanas. Su primer ministro de economía fue Bernardo Grinspun, quien estaba llevando a cabo un programa keynesiano estándar, al tiempo que buscaba declarar la abultada deuda externa contraída por la dictadura como "Deuda Odiosa". Esto llevó al gobierno argentino a mantener fuertes roces con la banca acreedora, liderada por el Citigroup, por la que intercedió el Fondo Monetario Internacional (FMI) con fuertes presiones. La contienda terminaría en una fuerte derrota de la postura argentina cuando el FMI logró desmantelar el club de deudores que Argentina trataba de armar como grupo de presión. El pago de los elevados compromisos unido al bajo precio de las materias primas, la principal exportación argentina, presionaba sobre el tipo de cambio, y finalmente sobre el nivel de precios -el gobierno se negaba a hacer un ajuste de tipo ortodoxo sobre los salarios-.
La muy alta inflación, unida a un contexto de debilidad política tras el fracaso del proyecto de la ley Mucci puso al gobierno en una posición crítica que lo llevó a buscar un acuerdo con el FMI y los grupos económicos más concentrados, con vistas a las elecciones legislativas de 1985.
En febrero de 1985 Alfonsín desplaza a Grinspun y nombra en su lugar a Juan Vital Sourrouille. El nuevo ministro comenzó a trabajar en un plan para detener la inflación que crecía por entonces un 1% diario. Muchas de esas medidas eran condiciones que el FMI exigía para continuar las negociaciones que llegaron a buen puerto cuando Alfonsín firmó con esa entidad un acuerdo de reescalonamiento del pago de la deuda externa que vencía ese año y el otorgamiento de un crédito suplementario de 4.200 millones de dólares.

## Lanzamiento del Plan Austral
En junio de 1985 Sourrouille anuncia en conferencia de prensa el programa de Reforma Económica, conocido como Plan Austral. El plan implicaba una política de shock de corte heterodoxo para frenar la inflación. Los principales puntos del plan fueron:
- Reemplazo de los pesos argentinos circulantes por una nueva moneda, el Austral (₳). La conversión se realizaría a mil pesos argentinos por un austral.
- Mecanismo de desagio y eliminación de las cláusulas de indexación de los contratos en pesos
- Devaluación y congelamiento del tipo de cambio
- Feriado bancario
- Congelamiento de precios, salarios y jubilaciones de manera simultánea y sin plazo
- Reducción de tasas de interés reguladas
- Reducción del déficit fiscal mediante 1) aumento de las retenciones, 2) aumento de tarifas y 3) “ahorro forzoso” impositivo de los contribuyentes de mayores ingresos
- Pautas de emisión decrecientes
- Renegociación forzada de la deuda interna
- Crédito para pagar intereses vencidos de deuda externa a los bancos acreedores. Firma de una carta de intención con el FMI.

### Fundamentos del plan
La medida central fue el cambio del signo monetario, quitando tres ceros al peso argentino para crear el austral que cotizaba a 80 centavos de austral por dólar.
Para evitar la fuerte transferencia de riquezas de deudores a prestamistas que ocurre cuando la inflación baja abruptamente (y otras distorsiones debidas a la existencia de contratos fuertemente indexados) se estableció el llamado "desagio", por el cual, formalmente, el peso argentino se depreciaba frente al austral a la tasa de inflación anterior a la entrada en vigor del plan.
En los meses previos a la implementación del plan se autorización aumentos de tarifas y precios para reordenar los precios relativos antes del congelamiento dispuesto por el Plan Austral. En palabras de Adolfo Canitrot:

El Plan Austral fue diseñado con el propósito inmediato de detener el fenómeno de aceleración inflacionaria que se extendía a más de un año. Esa aceleración, se veía entonces como una amenaza a la continuidad del sistema de democracia representativa recién inaugurado. Este propósito se manifestó en la factura del plan por parte del equipo económico dirigido por el nuevo ministro Juan Sourrouille: hubo una primera etapa secreta de ordenamiento de precios relativos a un alto costo inflacionario, y una segunda de congelamiento de shock de precios y salarios destinado a quebrar la inercia de reproducción y potenciación de la inflación (Canitrot, 1992, p. 40).

Tras la entrada en vigor del plan se aplicó un fuerte control de precios. Las tarifas de los servicios públicos (por entonces en manos del Estado) se congelaron, y se establecieron listas de precios máximos para los bienes de la canasta básica (que eran administrados por privados). También se buscó limitar el aumento de los salarios del sector privado, pese a lo cual el salario real tuvo un alza importante, en parte por la propia reducción de la inflación (no había más un "retraso" del salario respecto de los precios) y en parte por el impacto del desagio en las tarifas.
El Plan Austral fue un caso atípico en los planes de estabilización monetaria acordados entre el FMI y países latinoamericanos. Mientras que el FMI recomendaba planes gradualistas de ajuste ortodoxos (control del gasto público, congelamiento de salarios, con sustento teórico en la teoría cuantitativa del dinero) la parte monetaria del plan fue marcadamente heterodoxa, basada en la teoría de las expectativas y buscando un "efecto shock".

## Consecuencias
El plan logró el objetivo de reducir la inflación de un día para el otro, logrando una inflación cercana al 2% mensual en los primeros meses de aplicación. Mientras tanto el déficit fiscal descendió del 15% dejado por la dictadura militar al 3,6% en 1987.  Paradójicamente, se requirió una fuerte expansión de la base monetaria M1, dado que mientras hubo inflación elevada el público buscaba deshacerse de sus pesos cuanto antes, o bien comprando dólares o bien haciendo depósitos de plazo fijo.
Los ingresos fiscales mejoraron considerablemente al desaparecer el efecto Olivera-Tanzi (el rezago fiscal), con lo que el esquema resultó sostenible a corto plazo.
A fines de 1987 el Plan Austral dio muestras de agotamiento. El austral comenzó a desvalorizarse fuertemente con respecto al dólar en el mercado de cambio. La inflación volvió a trepar mientras que la recesión y los conflictos sociales se agravaban más y más. Ante esta situación, se optó por el sistema de precios administrados.
A mediados de 1988, el plan Austral ya estaba agotado y sus medidas no surtían efecto, por lo cual el gobierno lanzó el plan Primavera. Sin embargo, este tampoco pudo evitar el brote hiperinflacionario con el que terminaría el gobierno de Alfonsín. Entre enero y junio de 1989 los australes multiplicaron los ceros a medida que crecía la inflación. 
En 1990, con el segundo brote hiperinflacionario durante la presidencia de Carlos Saúl Menem se llegó a lanzar un billete de 500.000 australes, la máxima denominación en circulación de dicho signo monetario.